# Selenia (vlindergeslacht)
Selenia is een geslacht van vlinders uit de familie van de spanners (Geometrididae).

## Soorten
- Selenia abramaria Schaus, 1927
- Selenia adustaria Leech, 1891
- Selenia agatha Dyar, 1916
- Selenia albilinearia Schaus, 1901
- Selenia alciphearia Walker, 1860
- Selenia bilunaria Esper, 1794
- Selenia blaziaria Schaus, 1927
- Selenia cacocore Dyar, 1918
- Selenia dentaria Fabricius, 1775 (Herculesje)
- Selenia eucore Dyar, 1918
- Selenia forsteri Wehrli, 1941
- Selenia giavor Dyar, 1916
- Selenia gynaecon Dyar, 1918
- Selenia ismalida Dyar, 1913
- Selenia isolde Dyar, 1922
- Selenia kentaria Grote, 1865
- Selenia lunaria Schiffermüller, 1775
- Selenia lunularia Hübner, 1788 (Lindeherculesje)
- Selenia mariaria Schaus, 1927
- Selenia nabdalsa Druce, 1892
- Selenia ricochetta Dyar, 1913
- Selenia sordidaria Leech, 1897
- Selenia tetralunaria Hufnagel, 1767 (Halvemaanvlinder)
- Selenia trigona Wehrli, 1936